# Anche l'inferno trema
Anche l'inferno trema è un film del 1958 diretto da Piero Regnoli.
Conosciuto anche come Un'ora per vivere

## Trama
Un uomo ingiustamente condannato per omicidio evade dal carcere dove è detenuto. Una volta fuggito uccide il suo denunciante e fugge trovando rifugio in una casa isolata abitata da un uomo e da sua figlia cieca. Ben presto però la casa viene circondata dalla polizia. Il fuggitivo minaccia di uccidere la ragazza che, poi un giornalista lo convince ad arrendersi. Uscito allo scoperto la polizia lo uccide.